# William Blum
William Blum, född 6 mars 1933 i Brooklyn i New York, död 9 december 2018 i Arlington i Virginia, var en amerikansk författare, journalist, historiker och kritiker av USA:s utrikespolitik. Han var anställd hos USA:s utrikesdepartement i mitten av 1960-talet, men lämnade organisationen 1967 i protest mot USA:s delaktighet i Vietnamkriget och övergav därmed sina ambitioner att göra karriär inom utrikesförvaltningen. Blum arbetade därefter som frilansjournalist i USA, Europa och Sydamerika. Blum grundade Washington Free Press som protesterade mot Vietnamkriget.

## Biografi
Under vistelsen i Chile 1972–1973 skrev han om Allende-regeringens "socialistiska experiment" och om Allendes störtande under Pinochets militärkupp, som fick stöd från CIA. Detta gjorde honom personligen mer engagerad och ökade intresset för vad den amerikanska regeringen hade för sig i olika delar av världen. I den till svenska översatta boken CIA och USA:s verkliga utrikespolitik beskriver Blum CIA:s och den amerikanska militärens interventioner efter andra världskriget. Han betonar den politiska sidan av aktionerna och visar hur USA i antikommunismens namn upprepade gånger har krossat fackföreningar, medborgarrätts- och befrielserörelser, vänsterpartier och gräsrotsorganisationer. Gemensamt har varit att de i den amerikanska propagandan har betecknats som "kommunistiska" och därmed lovliga att bekämpas med alla tillgängliga medel. Boken går igenom många av det kalla krigets mest omskrivna – och en del mindre kända – händelser: Koreakriget, statskuppen i Guatemala 1954, Vietnamkriget, generalernas kupp i Brasilien 1964, statskuppen i Chile 1973, USA:s invasion av Panama 1989, Sandinisternas Nicaragua, Gulfkriget, striderna i Afghanistan, inbördeskriget i El Salvador, inbördeskriget i Angola och ytterligare drygt 40 fall.

### På svenska
- Blum, William; Lindholm, Johnny (1998). CIA och USA:s verkliga utrikespolitik. Göteborg: Epsilon Press. Libris 7589293. ISBN 91-7007-011-3

### På engelska
- 1986: The CIA: A Forgotten History (Zed Books) ISBN 0-86232-480-7
- 2000: Rogue State: A Guide to the World's Only Superpower (Common Courage Press) ISBN 1-56751-194-5
- 2002: West-Bloc Dissident: A Cold War Memoir (Soft Skull Press) ISBN 1-56751-306-9
- 2003: Killing Hope: U.S. Military and CIA Interventions Since World War II, revised edition (Common Courage Press) ISBN 1-56751-252-6
- 2004: Freeing the World to Death: Essays on the American Empire (Common Courage Press)